# Saison 1978-1979 de la LAH
Saison précédente Saison suivante
La saison 1978-1979 de la Ligue américaine de hockey est la 43e saison de la ligue. Neuf équipes se disputent la coupe Calder qui est remportée pour la deuxième fois consécutive par les Mariners du Maine.

## Changement de franchises
- Les Hawks du Nouveau-Brunswick rejoignent la LAH et intègrent la division Nord.
- Les Dusters de Broome passent de la division Nord à la division Sud.

## Saison régulière

### Classement
| Clt   | Équipe                          | PJ | V  | D  | N  | BP  | BC  | Pts |
| ----- | ------------------------------- | -- | -- | -- | -- | --- | --- | --- |
| +001, | Mariners du Maine               | 80 | 45 | 22 | 13 | 350 | 252 | 103 |
| +002, | Hawks du Nouveau-Brunswick      | 80 | 41 | 29 | 10 | 315 | 288 | 92  |
| +003, | Voyageurs de la Nouvelle-Écosse | 80 | 39 | 37 | 4  | 313 | 302 | 82  |
| +004, | Indians de Springfield          | 80 | 33 | 38 | 9  | 289 | 290 | 75  |

| Clt   | Équipe                    | PJ | V  | D  | N  | BP  | BC  | Pts |
| ----- | ------------------------- | -- | -- | -- | -- | --- | --- | --- |
| +001, | Nighthawks de New Haven   | 80 | 46 | 25 | 9  | 346 | 271 | 101 |
| +002, | Bears de Hershey          | 79 | 35 | 36 | 8  | 311 | 324 | 78  |
| +003, | Dusters de Broome         | 79 | 32 | 42 | 5  | 300 | 320 | 69  |
| +004, | Americans de Rochester    | 80 | 26 | 42 | 12 | 289 | 349 | 64  |
| +005, | Firebirds de Philadelphie | 80 | 23 | 49 | 8  | 230 | 347 | 54  |

- En gras : qualifiés pour les séries

### Meilleurs pointeurs
| Joueur          | Équipe                          | PJ | B  | A  | Pts | Pun |
| --------------- | ------------------------------- | -- | -- | -- | --- | --- |
| Bernie Johnston | Mariners du Maine               | 70 | 29 | 66 | 95  | 40  |
| Wayne Schaab    | Mariners du Maine               | 80 | 41 | 50 | 91  | 43  |
| Kirk Bowman     | Hawks du Nouveau-Brunswick      | 80 | 26 | 56 | 82  | 44  |
| Bobby Sheehan   | Nighthawks de New Haven         | 70 | 33 | 48 | 81  | 26  |
| Rick Meagher    | Voyageurs de la Nouvelle-Écosse | 79 | 35 | 46 | 81  | 57  |
| Dave Lumley     | Voyageurs de la Nouvelle-Écosse | 61 | 22 | 58 | 80  | 160 |
| Claude Noel     | Bears de Hershey                | 76 | 30 | 50 | 80  | 27  |
| Dale Lewis      | Nighthawks de New Haven         | 76 | 29 | 51 | 80  | 20  |
| Rocky Saganiuk  | Hawks du Nouveau-Brunswick      | 61 | 47 | 29 | 76  | 91  |
| André Peloffy   | Indians de Springfield          | 77 | 28 | 48 | 76  | 138 |

## Séries éliminatoires
Les trois premiers de chaque division sont qualifiés pour les séries.
- Le premier de chaque division est exempté de 1er tour pendant que les deuxièmes affrontent les troisièmes au meilleur des cinq matchs. Les vainqueurs rencontrent les premiers de leur division respective au meilleur des sept matchs.
- Les gagnants se disputent la coupe Calder au meilleur des sept matchs[3].

|  | Demi-finales de division | Demi-finales de division | Demi-finales de division | Demi-finales de division |    |       | Finales de division | Finales de division | Finales de division | Finales de division |  |  | Finale de la Coupe Calder | Finale de la Coupe Calder | Finale de la Coupe Calder | Finale de la Coupe Calder |
|  |                          |                          |                          |                          |    |       |                     |                     |                     |                     |  |  |                           |                           |                           |                           |
|  |                          |                          |                          |                          |    |       |                     |                     |                     |                     |  |  |                           |                           |                           |                           |
|  |                          |                          |                          |                          |    |       |                     |                     |                     |                     |  |  |                           |                           |                           |                           |
|  |                          |                          |                          |                          |    |       |                     |                     |                     |                     |  |  |                           |                           |                           |                           |
|  |                          |                          |                          |                          |    |       |                     |                     |                     |                     |  |  |                           |                           |                           |                           |
|  |                          |                          |                          |                          |    |       |                     |                     |                     |                     |  |  |                           |                           |                           |                           |
|  | N1                       | Maine                    | 4                        | 4                        |    |       |                     |                     |                     |                     |  |  |                           |                           |                           |                           |
|  | N1                       | Maine                    | 4                        | 4                        |    |       |                     |                     |                     |                     |  |  |                           |                           |                           |                           |
|  |                          |                          | N3                       | Nouvelle-Écosse          | 2  | 2     |                     |                     |                     |                     |  |  |                           |                           |                           |                           |
|  | N3                       | Nouvelle-Écosse          | N3                       | Nouvelle-Écosse          | 2  | 2     | 3                   | 3                   |                     |                     |  |  |                           |                           |                           |                           |
|  | N3                       | Nouvelle-Écosse          |                          |                          |    |       |                     | 3                   |                     |                     |  |  |                           |                           |                           |                           |
|  | N2                       | Nouveau-Brunswick        | 2                        | 2                        |    |       |                     |                     |                     |                     |  |  |                           |                           |                           |                           |
|  | N2                       | Nouveau-Brunswick        | 2                        | 2                        | N1 | Maine | 4                   | 4                   |                     |                     |  |  |                           |                           |                           |                           |
|  |                          |                          |                          |                          | N1 | Maine | 4                   | 4                   |                     |                     |  |  |                           |                           |                           |                           |
|  |                          |                          | S1                       | New Haven                | 0  | 0     |                     |                     |                     |                     |  |  |                           |                           |                           |                           |
|  |                          |                          |                          |                          | 0  | 0     |                     |                     |                     |                     |  |  |                           |                           |                           |                           |
|  |                          |                          |                          |                          |    |       |                     |                     |                     |                     |  |  |                           |                           |                           |                           |
|  |                          |                          |                          |                          |    |       |                     |                     |                     |                     |  |  |                           |                           |                           |                           |
|  | S1                       | New Haven                | 4                        | 4                        |    |       |                     |                     |                     |                     |  |  |                           |                           |                           |                           |
|  | S1                       | New Haven                | 4                        | 4                        |    |       |                     |                     |                     |                     |  |  |                           |                           |                           |                           |
|  |                          |                          | S3                       | Broome                   | 2  | 2     |                     |                     |                     |                     |  |  |                           |                           |                           |                           |
|  | S3                       | Broome                   | S3                       | Broome                   | 2  | 2     | 3                   | 3                   |                     |                     |  |  |                           |                           |                           |                           |
|  | S3                       | Broome                   |                          |                          |    |       |                     | 3                   |                     |                     |  |  |                           |                           |                           |                           |
|  | S2                       | Hershey                  | 1                        | 1                        |    |       |                     |                     |                     |                     |  |  |                           |                           |                           |                           |
|  | S2                       | Hershey                  | 1                        | 1                        |    |       |                     |                     |                     |                     |  |  |                           |                           |                           |                           |
|  |                          |                          |                          |                          |    |       |                     |                     |                     |                     |  |  |                           |                           |                           |                           |

## Trophées

### Trophées collectifs
| Coupe Calder : Vainqueurs des séries                        | Mariners du Maine       |
| Trophée F.-G.-« Teddy »-Oke : Champions de la division Nord | Mariners du Maine       |
| Trophée John-D.-Chick : Champions de la division Sud        | Nighthawks de New Haven |

### Trophées individuels
| Trophée Les-Cunningham : Meilleur joueur de la saison                                 | Rocky Saganiuk (Hawks du Nouveau-Brunswick)      |
| Trophée John-B.-Sollenberger : Meilleur pointeur                                      | Bernie Johnston (Mariners du Maine)              |
| Trophée Dudley-« Red »-Garrett : Meilleure recrue                                     | Mike Meeker (Dusters de Broome)                  |
| Trophée Eddie-Shore : Meilleur défenseur de la saison                                 | Terry Murray (Mariners du Maine)                 |
| Trophée Harry-« Hap »-Holmes : Gardien(s) de l'équipe ayant encaissé le moins de buts | Pete Peeters et Robbie Moore (Mariners du Maine) |
| Trophée Louis-A.-R.-Pieri : Meilleur entraîneur de la saison                          | Parker MacDonald (Nighthawks de New Haven)       |
| Trophée Fred-T.-Hunt : Joueur au meilleur esprit sportif'                             | Bernie Johnston (Mariners du Maine)              |